# Goodbye Lullaby
Goodbye Lullaby е четвъртият студиен албум на канадската изпълнителка Аврил Лавин. Издаден е на 2 март 2011 г. от RCA Records. Албумът е записан в периода ноември 2008 – октомври 2010 г. Дебютира в топ 5 на повече от 15 държави, сред които Великобритания и Канада (където е сертифициран като златен), като достига № 1 в класациите на над 8 страни, сред които Австралия, Гърция, Хонг Конг и Япония. Албумът е представен на турнето The Black Star Tour (2011).

## Списък с песни

### Оригинален траклист
1. Black Star – 1:34
2. What the Hell – 3:40
3. Push – 3:01
4. Wish You Were Here – 3:45
5. Smile – 3:29
6. Stop Standing There – 3:27
7. I Love You – 4:01
8. Everybody Hurts – 3:41
9. Not Enough – 4:18
10. 4 Real – 3:28
11. Darlin – 3:50
12. Remember When – 3:29
13. Goodbye – 4:32
14. Alice (разширена версия; скрит трак) – 5:00

### Японско издание
1. Alice (разширена версия) – 5:00
2. Remember When – 3:29
3. Goodbye – 4:32
4. Knockin' on Heaven's Door – 2:52

### Делукс издание
1. What the Hell (акустика) – 3:40
2. Push (акустика) – 2:46
3. Wish You Were Here (акустика) – 3:45
4. Bad Reputation – 2:42

### Японско делукс издание
1. What the Hell (акустика) – 3:40
2. Push (акустика) – 2:46
3. Wish You Were Here (акустика) – 3:45
4. Knockin' on Heaven's Door – 2:52
5. Bad Reputation – 2:42

### iTunes делукс издание
1. What the Hell (Bimbo Jones Remix) – 4:09
2. The Making of Goodbye Lullaby (видео) – 28:14

### Разширено издание
1. What the Hell (акустика) – 3:40
2. Push (акустика) – 2:46
3. Wish You Were Here (акустика) – 3:45
4. Bad Reputation – 2:42
5. What the Hell (Bimbo Jones Remix) – 4:09
6. What the Hell (инструментал) – 3:39
7. Wish You Were Here (инструментал) – 3:45

### Делукс издание (DVD)
1. Introduction
2. Avril Talks About the Making of Goodbye Lullaby
3. Avril in the Studio
4. Goodbye Lullaby... The Songs
5. First Band Rehearsals for 'What the Hell'
6. Acoustic Studio Session
7. Album Cover Photo Shoot

### Специално издание (DVD)
1. "Making of Goodbye Lullaby
2. What the Hell (на живо от 4Music)
3. Smile (на живо от 4Music)
4. Push (на живо от 4Music)
5. Wish You Were Here (на живо от 4Music)
6. Girlfriend (на живо от 4Music)
7. What the Hell (видеоклип)
8. Smile (видеоклип)
9. Wish You Were Here (видеоклип)
10. What the Hell (създаване на видео)
11. Smile (създаване на видео)

## Сингли
- What the Hell е първият сингъл от албума, издаден на 10 януари 2011 г. Достига до топ 10 в Австралия, Канада и Нова Зеландия, както и до топ 20 в САЩ, Великобритания и Франция.
- Лавин пита феновете си в Туитър кой да е вторият сингъл като изборът е между Smile и Push. Smile е избран и става вторият сингъл от албума, издаден на 6 май 2011 г. Песента достига топ 40 в Австралия, Австрия, Германия и Нова Зеландия. В САЩ достига № 68.
- Wish You Were Here е третият сингъл, издаден на 9 септември 2011 г. Песента достига № 64 в Канада и № 65 в САЩ.
- Push е издадена на 20 февруари 2012 г. само в Япония, като достига № 35.

Други песни
- На 1 март 2012 г. Лавин издава видео за песента Goodbye като жест на благодарност към феновете си.